# Premium Rush

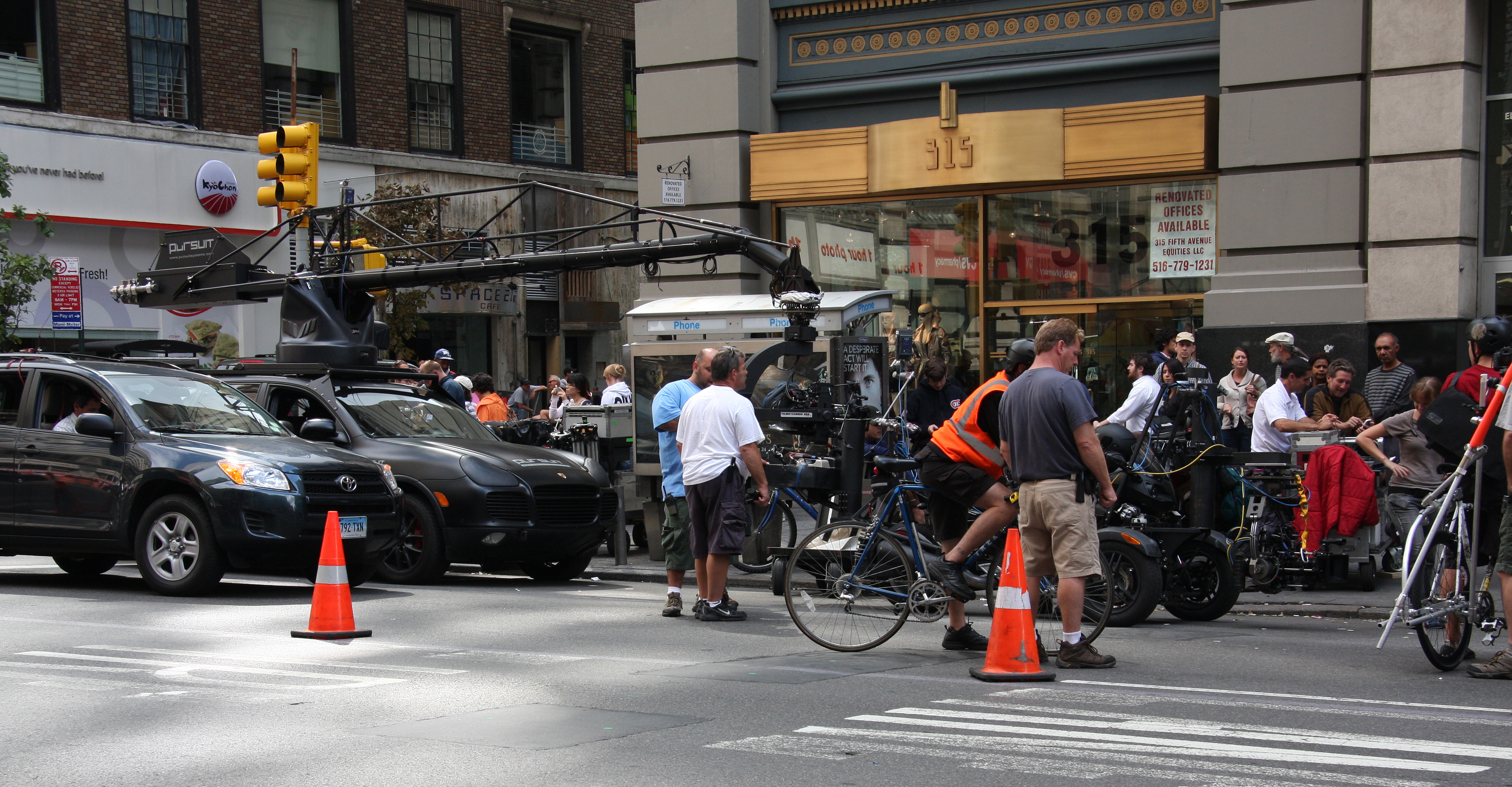
Die Filmcrew bei den Vorbereitungen zum Dreh einer Szene an der Kreuzung 5th Avenue und West 34th Street (unter dem Empire State Building)

Premium Rush ist ein US-amerikanischer Actionfilm, der am 18. Oktober 2012 Deutschlandpremiere hatte. Regie führte David Koepp, die Hauptrolle übernahm Joseph Gordon-Levitt.
Im deutschen Fernsehen war der Film zuerst bei Sky zu sehen, die Free-TV-Premiere war am 28. Juni 2015 bei ProSieben.

## Handlung
Der Film erzählt in nicht-chronologischer Reihenfolge die Geschichte eines brisanten Auftrags für den Fahrradkurier Wilee in New York City. Dieser fährt todesmutig mit einem Eingangrad ohne Bremsen. Seine Kollegin und frühere Freundin Vanessa hält ihn für lebensmüde.
Wilee soll für die Tibeterin Nima – bei der Vanessa bislang gewohnt hat – einen Umschlag in Chinatown zustellen. Zeitgleich ist der korrupte und spielsüchtige Polizist Bobby Monday auf der Suche nach dem Umschlag, für dessen Ablieferung er Schuldenerlass von seinen Spielschulden erhalten soll. Beide geraten aneinander, wobei Monday versucht, Wilee seine Fracht erst durch List, später durch Gewalt abzunehmen. Gleichzeitig stellt ein Fahrradpolizist dem Kurier wegen Übertretung von Verkehrsregeln nach.
Von der Schwierigkeit des Auftrags angenervt gibt Wilee den Umschlag zurück, während ein rivalisierender Kollege sich des Auftrags annimmt. Es stellt sich heraus, dass es sich um eine Hawala-Geldtransaktion handelt, die dafür sorgen soll, dass Nimas Kind in die Vereinigten Staaten einreisen kann. Wilee und Vanessa eilen dem Kollegen nach, verunfallen und verlieren Wilees Rad, in dessen Lenkstange er zuvor den Schein versteckt hat, können aber am Ende mit Hilfe eines Flashmobs anderer Fahrradkuriere Monday ausschalten und den Umschlag rechtzeitig abliefern. Die Geldtransaktion wird durchgeführt, das Kind kann die Volksrepublik China verlassen. Monday wird von einem der Chinesen erschossen.

## Spezialeffekte
Bei gefährlichen Szenen – beispielsweise im Gegenverkehr oder auf Kreuzungen – wurden die Fahrzeuge künstlich ins Bild eingefügt. Die Spezialeffekte des Films stammen von der Firma Zoic Studios.

## Rezeption
„Rasant inszenierter und montierter Actionfilm, der seine recht einfach konstruierte Handlung als Gerüst für fulminante physische Action nutzt, die weniger von digitalen Effekten als von bravourösen Stunts lebt. Das genretypische Element der Verfolgungsjagd fokussiert auf den akrobatischen Umgang mit Fahrrädern im Zusammenspiel mit der Stadtlandschaft und dem Verkehrschaos in New York. Geerdet durch gute Darsteller und einen geschickten Umgang mit der erzählten Zeit, bietet der Film temporeiche Unterhaltung.“

„Alle möglichen Verkehrsmittel wurden schon für filmische Verfolgungsjagden genutzt, vom Taxi bis zum Schulbus. In Premium Rush kommt nun das Fahrrad dazu, was eine gute Wahl ist: Nicht nur, dass Fahrradfahrer automatisch ‚die Guten‘ sind, zumindest in der Selbstwahrnehmung; Edel-Fahrräder haben darüber hinaus das Auto als Statussymbol fast abgelöst. Und da Joseph Gordon-Levitt im Sattel sitzt, ist das Ganze sehr cool und lässig, das Fixie gilt ja auch als Hipster-Rad. […] Zur Spannung tragen außerdem schnelle Schnitte und ein treibender Soundtrack bei – und die Tatsache, dass ein Fahrradfahrer, der nur einen Helm, T-Shirt und kurze Hose trägt, bei einer Verfolgungsjagd wirklich etwas riskiert; Autojagden wirken fad dagegen.“